# Giuseppe Perrucchetti
Giuseppe Domenico Perrucchetti (Cassano d'Adda, 13 luglio 1839 – Cuorgnè, 5 ottobre 1916) è stato un generale e senatore italiano.
È considerato il padre degli Alpini.

## Biografia
I genitori avrebbero voluto farne un architetto, ma lui scappò dalla Lombardia, allora sotto il dominio austriaco, e si rifugiò nel Piemonte dei Savoia. Arruolatosi volontario, combatté nel 1859 fra le truppe del Regno di Sardegna nella seconda guerra di indipendenza. Il 6 marzo 1861 divenne sottotenente del 24º Reggimento di Fanteria in Cesena, ricoprendo anche l'incarico di aiutante maggiore in seconda. Il 24 giugno 1866 si guadagnò la Medaglia d'Argento al Valor Militare nella battaglia di Custoza "Pel molto coraggio e per l'intelligente iniziativa con cui esponendosi senza riguardo al fuoco, secondava il Capo di Stato maggiore sul campo di battaglia e riuniva ed incoraggiava i soldati in vari attacchi". Nello stesso anno fu promosso al grado di capitano. Nel marzo del 1872 scrisse un articolo sulla Rivista militare italiana intitolato "Considerazioni su la difesa di alcuni valichi alpini e proposta di un ordinamento militare territoriale della zona alpina", che fu il primo passo per la formazione del corpo degli Alpini, di cui curiosamente egli non fece mai parte. Fu sua quindi l'intuizione prima della necessità di un corpo che fosse esclusivamente posto a difesa delle Alpi; si divide la gloria di essere il padre degli Alpini con il generale Cesare Ricotti-Magnani, che grazie a un astuto stratagemma politico riuscì a inserire in un più ampio progetto di riforma militare anche l'istituzione delle prime quindici compagnie alpine. Inoltre Perrucchetti nel suo saggio notava come le uniche persone adatte a far parte di questo tipo di corpo fossero proprio gli abitanti della montagna, dotati del necessario spirito di sopravvivenza e della forza e robustezza necessarie per affrontare le veglie, i rigidi inverni, le lunghe marce della montagna, poiché già avvezzi a una vita non facile che era una lotta continua con e contro la natura.
Successivamente passò alla Scuola superiore di guerra di Torino, dove insegnò geografia militare fino al 1885. Fu poi nominato precettore del duca Emanuele Filiberto di Savoia. Nel 1887 divenne colonnello e venne successivamente nominato comandante del 61º reggimento di Fanteria. Il 26 aprile 1891 venne nominato aiutante di campo onorario di S.A.R. il Duca d'Aosta e divenne poi Capo di Stato Maggiore del VII Corpo d'armata di Ancona. Nel 1895 venne promosso al grado di Maggiore Generale comandante della Brigata Reggio e dal 1º settembre 1897 fu comandante della Brigata Alpi. Il 16 febbraio 1900 fu nominato tenente generale e comandante della Divisione Militare di Firenze e successivamente della Divisione Militare di Milano.
Il 16 luglio 1904 venne collocato in ausiliaria per raggiunti limiti età e dal 16 agosto 1916 fu collocato a riposo. Divenne Senatore del Regno con R.D. 17 marzo 1912.
Morì nel 1916 nella sua residenza di Cuorgnè in Val d'Orco e venne tumulato in una cappelletta del cimitero di Cassano d'Adda, suo paese natale.
Nella Conca dei 13 laghi sopra Ghigo di Prali si trovano alcuni ricoveri militari costruiti fra la fine dell'800 e l'inizio del '900 ed a lui intitolati.
A lui è intitolata la Punta Perrucchetti (4.020 metri), cima secondaria del massiccio del Bernina e massima altitudine della Lombardia.